# Пунга (Бузау)
Пунга (рум. Punga) насеље је у Румунији у округу Бузау у општини Козиени. Oпштина се налази на надморској висини од 567 m.

## Становништво
Према подацима из 2002. године у насељу је живело 90 становника, од којих су сви румунске националности.